# 산드라 나이트

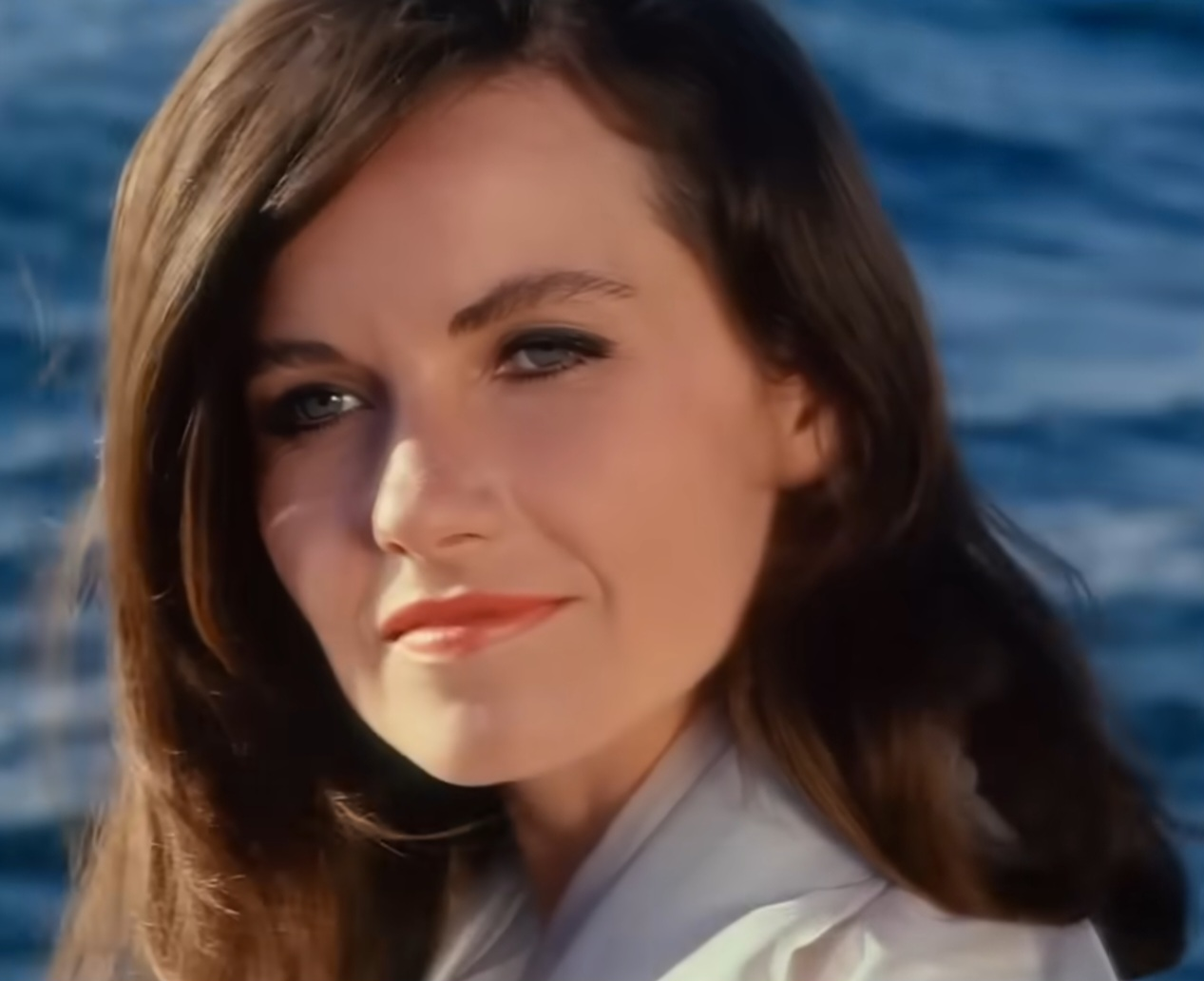

산드라 나이트(Sandra Knight, 1939년 9월 2일)는 미국의 영화, 텔레비전 배우.
필라델피아에서 태어났다.

## 영화
- 프랑켄슈타인의 딸 (1958년)
- 런던 타워 (1962년)
- 테러 (1963년)